# 金剛駅
金剛駅（こんごうえき）は、大阪府大阪狭山市金剛にある、南海電気鉄道高野線の駅。駅番号はNK66。

## 概要
金剛ニュータウンと狭山ニュータウンの玄関口となる。富田林市、大阪狭山市の両市民の通勤駅になっている。
かつては優等列車通過駅だったが、特急りんかんの運転が開始された1992年から一気に特急・急行停車駅に昇格となった。

## 歴史
- 1937年（昭和12年）4月19日：河内半田駅（現・大阪狭山市駅） - 滝谷駅間に新設。相対式2面2線のホームをもつ地上駅。
- 1944年（昭和19年）6月1日：会社合併により近畿日本鉄道の駅となる。
- 1947年（昭和22年）6月1日：路線譲渡により南海電気鉄道の駅となる。
- 1969年（昭和44年）12月27日：島式2面4線になり橋上駅化。
- 1973年（昭和48年）11月10日：自動改札機を設置し、供用開始[1]。
- 1992年（平成4年）11月10日：特急・急行停車駅となる[2]。
- 2003年（平成15年）
  - 3月：西口ターミナル供用開始。
  - 3月31日：駅舎改修工事、バリアフリー化工事完了。
- 2008年（平成20年）7月1日：東口ターミナルに駐車場がオープン。
- 2012年（平成24年）4月1日：駅ナンバリングが導入され、使用を開始[3][4]。

## 駅構造
島式2面4線のホームを持つ待避可能な橋上駅である。
列車の出発時には、全列車に対して出発時機合図（≒発車ベル）が鳴動する。
待合室は1・2番線ホームはホーム前方、3・4番線ホームはホーム中ほどに設置。自動販売機コーナー（旧売店跡地）は3・4番線ホーム前方にある。特急券券売機は3・4番線ホーム難波方階段付近に2台設置。エレベーターは、各ホームとも中ほどに1か所ずつ設置。トイレは3・4番線ホーム階段上の改札近くにある。バス定期券発売所は東口に設けられている（日曜祝日休業）。
橋上化前の1969年までは相対式2面2線ホームで、駅舎は東側の高野山寄りにあり、駅舎と難波方面ホームとは構内踏切で連絡していた。

### のりば
| のりば | 路線   | 方向 | 行先       | 備考                |
| ------ | ------ | ---- | ---------- | ------------------- |
| 1・2   | 高野線 | 下り | 高野山方面 |                     |
| 3・4   | 高野線 | 上り | なんば方面 | 当駅始発は1番のりば |

内側の2・3番線が主本線、外側の1・4番線が待避線となっている。
難波側に渡り線があり、当駅折り返し列車が設定されている。2005年10月16日から2015年12月4日まで当駅折り返しの各停が毎時1 - 3本設定されていたが、2015年12月5日のダイヤ変更でラッシュ時などに限定され、一時は大幅に削減された。その後2017年8月26日のダイヤ改正で日中及び夜間時間帯の一部各停が再び当駅折り返しに変更されている。当駅折り返し列車は全て1番線から発車し、当駅終着の各停は同一ホーム上で後続の区間急行（河内長野・三日市町・林間田園都市方面）に乗り換えることができる。
今まで当駅跨ぎの各駅停車は、優等列車との緩急接続がほとんど行われてこなかったが、2015年12月5日から2017年8月25日までの期間は、平日・土休日共に日中は当駅で緩急接続が行われていた。

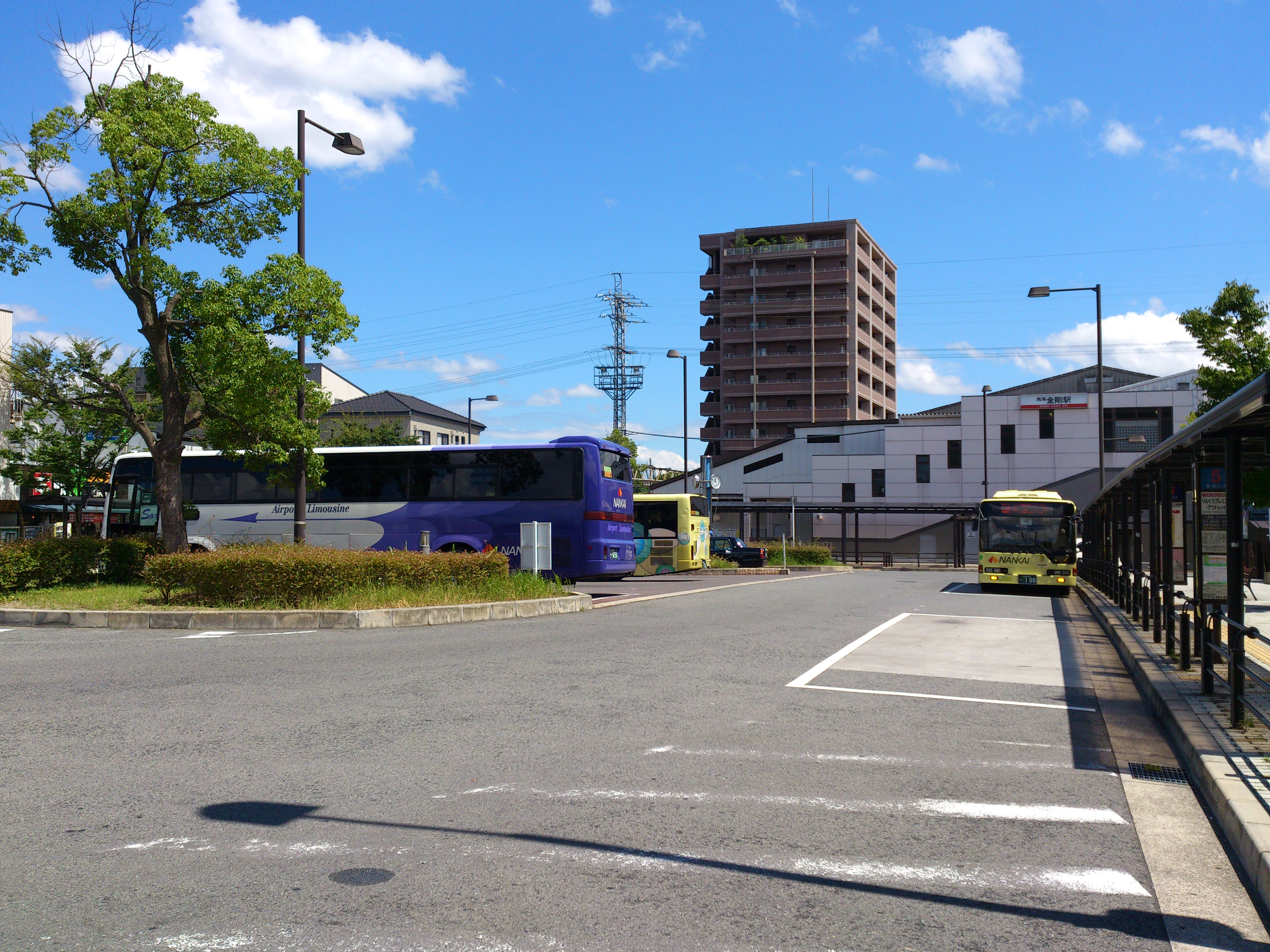
西出口
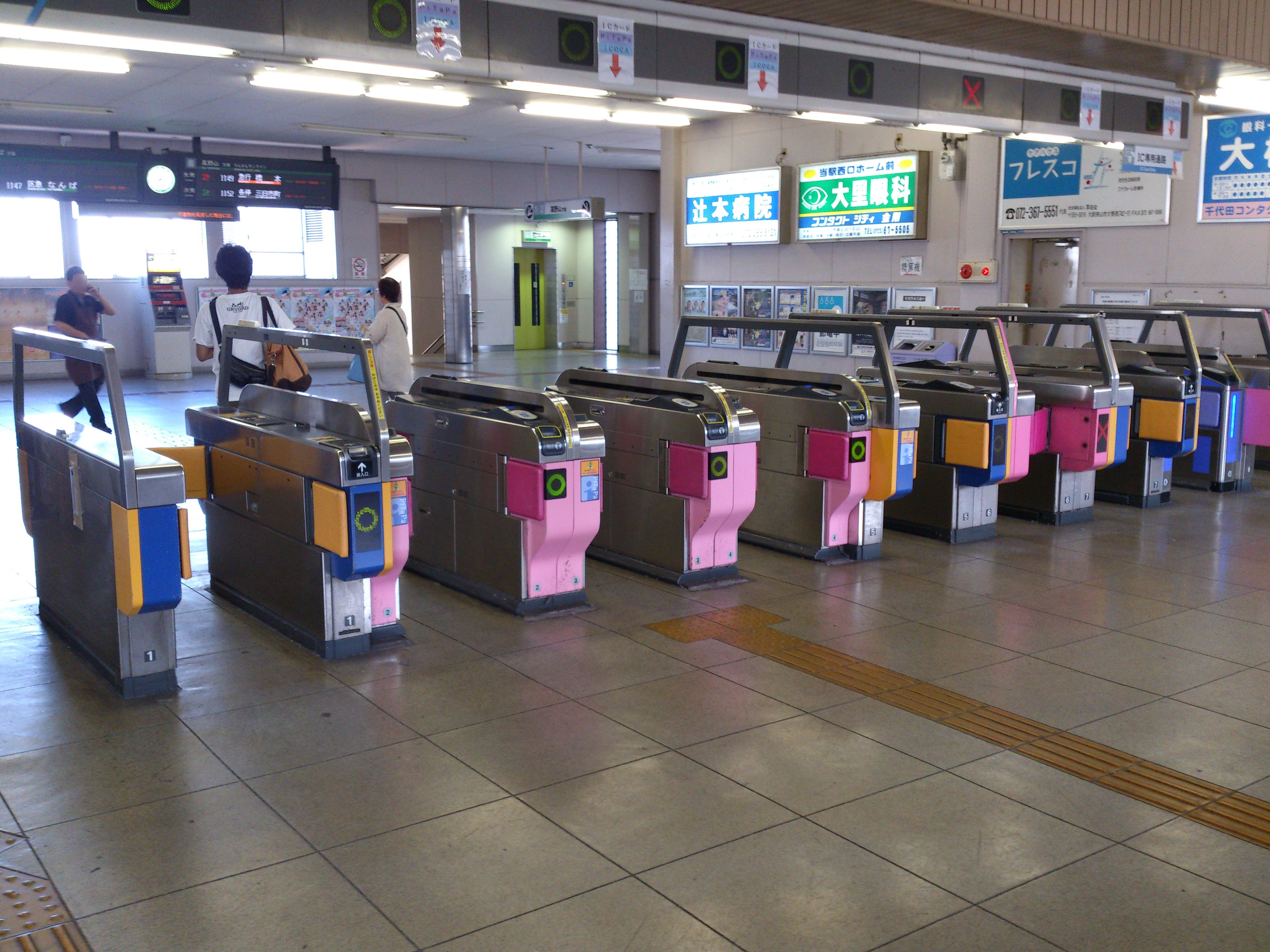
改札口
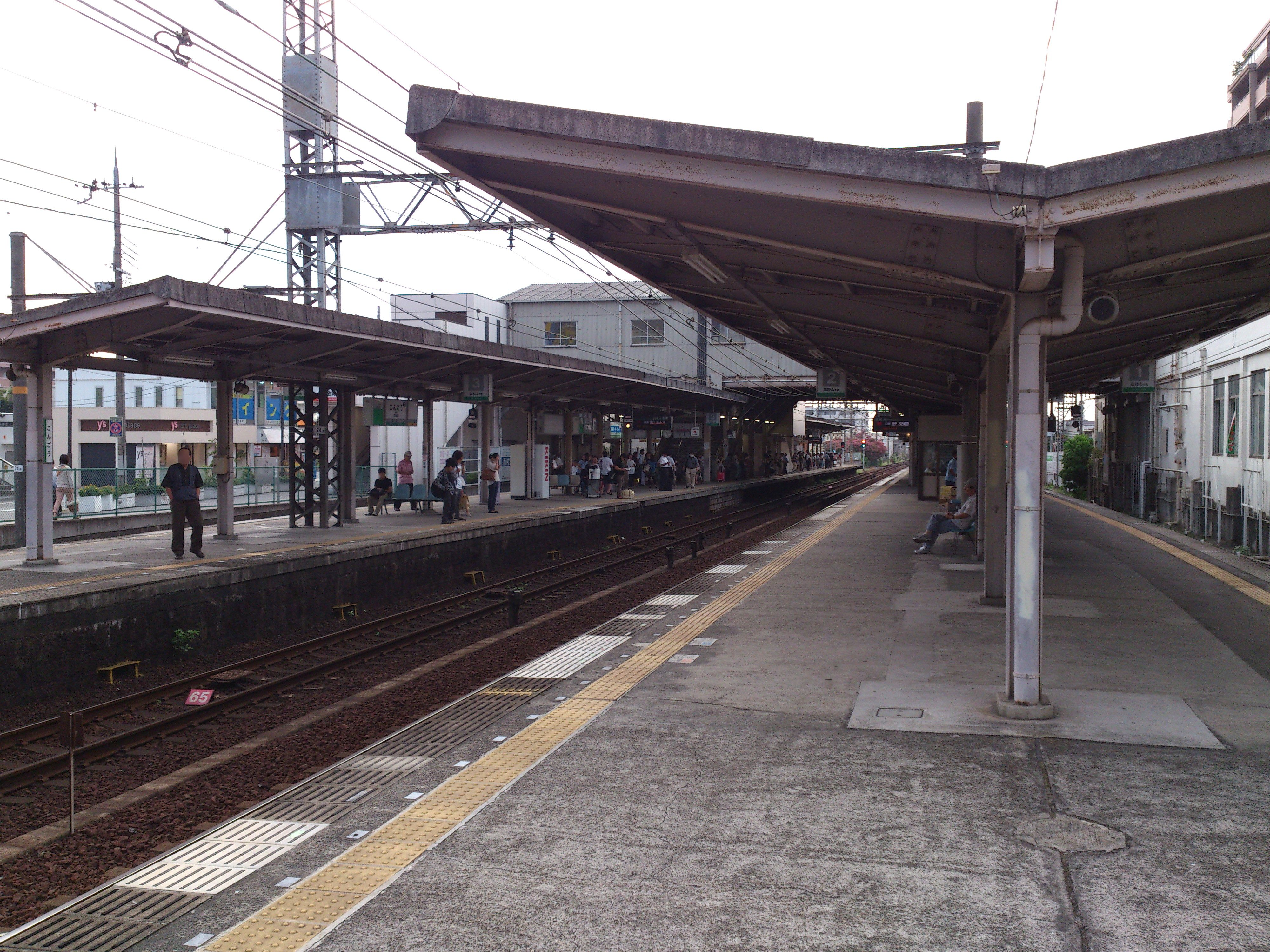
プラットホーム

## 利用状況
2023年（令和5年）度の1日平均乗降人員は27,488人である。同社の駅（100駅）では難波駅・新今宮駅・天下茶屋駅・堺東駅・三国ヶ丘駅・堺駅・関西空港駅・北野田駅に次ぐ第9位。
所在する大阪狭山市のみならず、駅に隣接する富田林市の利用客も多いが近年は減少傾向にある。
なお、南河内地域にある単独駅としては、藤井寺駅に次いで利用客が多い。どちらの駅も周辺に学校が多く所在する、駅から住宅街に向かう路線バスが多数発着するという共通点があり、昼夜を問わず利用客が多い。
各年度・年次の1日平均利用状況は下表の通り。
| 年度/年次          | 年度別   | 年度別 | 年度別 | 年次別   | 年次別   | 年次別   | 出典       | 出典          |
| 年度/年次          | 乗降人員 | 増減率 | 順位   | 乗車人員 | 降車人員 | 乗降人員 | 南海       | 大阪府        |
| ------------------ | -------- | ------ | ------ | -------- | -------- | -------- | ---------- | ------------- |
| 1990年（平成02年） |          |        |        | 22,620   | 22,262   | 44,882   |            | [ 大阪府 1 ]  |
| 1991年（平成03年） |          |        |        | 22,994   | 22,637   | 45,631   |            | [ 大阪府 2 ]  |
| 1992年（平成04年） |          |        |        | 22,977   | 22,553   | 45,530   |            | [ 大阪府 3 ]  |
| 1993年（平成05年） |          |        |        | 23,508   | 22,845   | 46,353   |            | [ 大阪府 4 ]  |
| 1994年（平成06年） |          |        |        | 23,652   | 22,903   | 46,555   |            | [ 大阪府 5 ]  |
| 1995年（平成07年） |          |        |        | 23,959   | 23,067   | 47,026   |            | [ 大阪府 6 ]  |
| 1996年（平成08年） |          |        |        | 23,807   | 22,974   | 46,781   |            | [ 大阪府 7 ]  |
| 1997年（平成09年） |          |        |        | 22,786   | 21,975   | 44,761   |            | [ 大阪府 8 ]  |
| 1998年（平成10年） |          |        |        | 22,585   | 21,944   | 44,529   |            | [ 大阪府 9 ]  |
| 1999年（平成11年） |          |        |        | 21,644   | 21,222   | 42,866   |            | [ 大阪府 10 ] |
| 2000年（平成12年） |          |        |        | 20,667   | 20,212   | 40,879   |            | [ 大阪府 11 ] |
| 2001年（平成13年） |          |        |        | 20,146   | 19,683   | 39,829   |            | [ 大阪府 12 ] |
| 2002年（平成14年） |          |        |        | 19,582   | 19,361   | 38,943   |            | [ 大阪府 13 ] |
| 2003年（平成15年） |          |        |        | 19,458   | 19,656   | 39,114   |            | [ 大阪府 14 ] |
| 2004年（平成16年） |          |        |        | 18,921   | 19,164   | 38,085   |            | [ 大阪府 15 ] |
| 2005年（平成17年） |          |        |        | 18,886   | 19,146   | 38,032   |            | [ 大阪府 16 ] |
| 2006年（平成18年） |          |        |        | 18,723   | 18,945   | 37,668   |            | [ 大阪府 17 ] |
| 2007年（平成19年） |          |        |        | 18,946   | 19,128   | 38,074   |            | [ 大阪府 18 ] |
| 2008年（平成20年） |          |        |        | 18,889   | 18,976   | 37,865   |            | [ 大阪府 19 ] |
| 2009年（平成21年） |          |        |        | 18,485   | 18,608   | 37,093   |            | [ 大阪府 20 ] |
| 2010年（平成22年） |          |        |        | 18,364   | 18,548   | 36,912   |            | [ 大阪府 21 ] |
| 2011年（平成23年） |          |        |        | 18,021   | 18,266   | 36,287   |            | [ 大阪府 22 ] |
| 2012年（平成24年） |          |        |        | 17,789   | 18,085   | 35,874   |            | [ 大阪府 23 ] |
| 2013年（平成25年） | 35,972   | 0.3%   | 6位    | 17,794   | 18,177   | 35,971   | [ 南海 1 ] | [ 大阪府 24 ] |
| 2014年（平成26年） | 34,906   | -3.0%  | 6位    | 17,198   | 17,707   | 34,905   | [ 南海 1 ] | [ 大阪府 25 ] |
| 2015年（平成27年） | 34,961   | 0.2%   | 7位    | 17,286   | 17,708   | 34,994   | [ 南海 1 ] | [ 大阪府 26 ] |
| 2016年（平成28年） | 34,305   | -1.9%  | 8位    | 16,950   | 17,355   | 34,305   | [ 南海 2 ] | [ 大阪府 27 ] |
| 2017年（平成29年） | 33,690   | -1.8%  | 9位    | 16,623   | 17,066   | 33,689   | [ 南海 3 ] | [ 大阪府 28 ] |
| 2018年（平成30年） | 33,341   | -1.0%  | 9位    | 16,549   | 16,793   | 33,342   | [ 南海 4 ] | [ 大阪府 29 ] |
| 2019年（令和元年） | 32,863   | -1.4%  | 9位    | 16,477   | 16,416   | 32,893   | [ 南海 5 ] | [ 大阪府 30 ] |
| 2020年（令和02年） | 24,976   | -24.0% | 8位    | 12,559   | 12,417   | 24,976   | [ 南海 6 ] | [ 大阪府 31 ] |
| 2021年（令和03年） | 24,898   | -0.3%  | 8位    | 12,527   | 12,370   | 24,897   | [ 南海 7 ] | [ 大阪府 32 ] |
| 2022年（令和04年） | 26,466   | 6.3%   | 8位    | 13,088   | 13,380   | 26,468   | [ 南海 8 ] | [ 大阪府 33 ] |
| 2023年（令和05年） | 27,488   | 3.9%   | 9位    |          |          |          | [ 南海 9 ] |               |

## 駅周辺
駅東側には富田林市西部にかけて金剛ニュータウン（金剛団地・金剛東団地）が、駅西側には半田と茱萸木の集落を挟んで狭山ニュータウンが広がっている。
バスターミナルは東口・西口の双方にあり、駅改札からバスターミナルにはエスカレーターが設置（西口側は上りのみ）されており、西口側にはエレベーターもある。タクシー乗り場は両ターミナルに設置されている。また、東口からは各病院・施設・学校に向かう送迎バスが多数運行されている。送迎バスの中には、南海高野線の沿線に立地する施設（大阪大谷大学、清風南海中学校・高等学校など）と結ぶものもあり、当駅は南河内地域における送迎バス発着の拠点としての性格も持つ。
駅周辺に、有料の自転車・単車置き場（一時利用可）がある。商店は東口に集中しており、ファーストフード店（ロッテリア）、書店（水嶋書房）などがある。
毎年8月1日に行われる『PL花火芸術』では、会場へのアクセスに利用される。また、毎年10月第2日曜日の夜には当駅東口ロータリーにてだんじりのパレード（狭山・東村・川向・前田・五軒家・伏山）が行われる。
- そよら金剛（2024年6月28日オープン）[7]
- 狭山南半田郵便局
- 狭山神社 … 駅から約500m西方
- 金剛13号自然公園
- 大阪府立狭山高等学校
- 大阪府立金剛高等学校
- 富田林市立久野喜台小学校
- 富田林市立高辺台小学校
- 富田林市立寺池台小学校
- 富田林市立伏山台小学校
- 富田林市立金剛中学校
- 日本バプテスト宣教団本部
- 近畿大学病院（バスで15分ほど）
- 狭山池（大阪府立狭山池博物館）

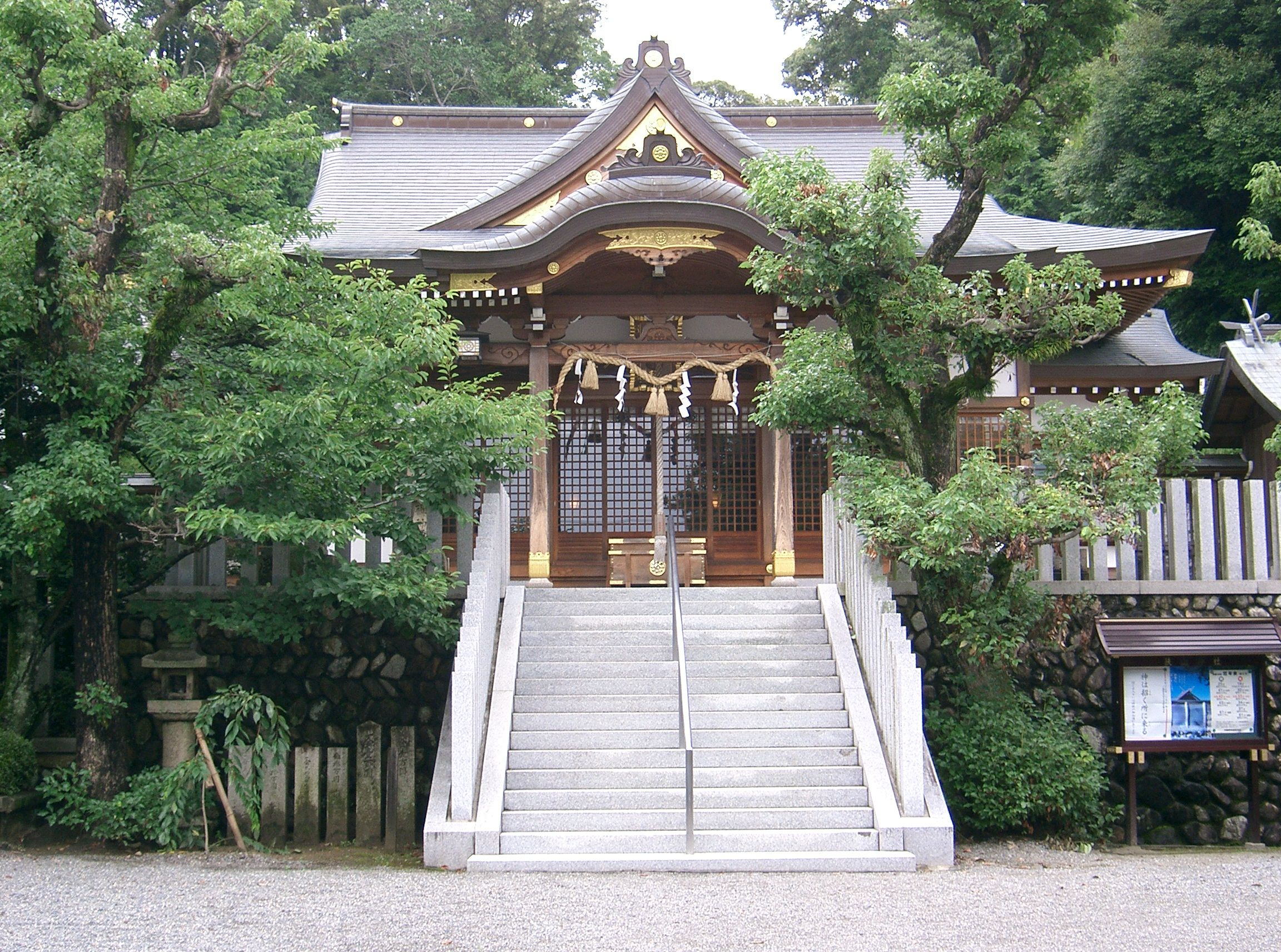
狭山神社
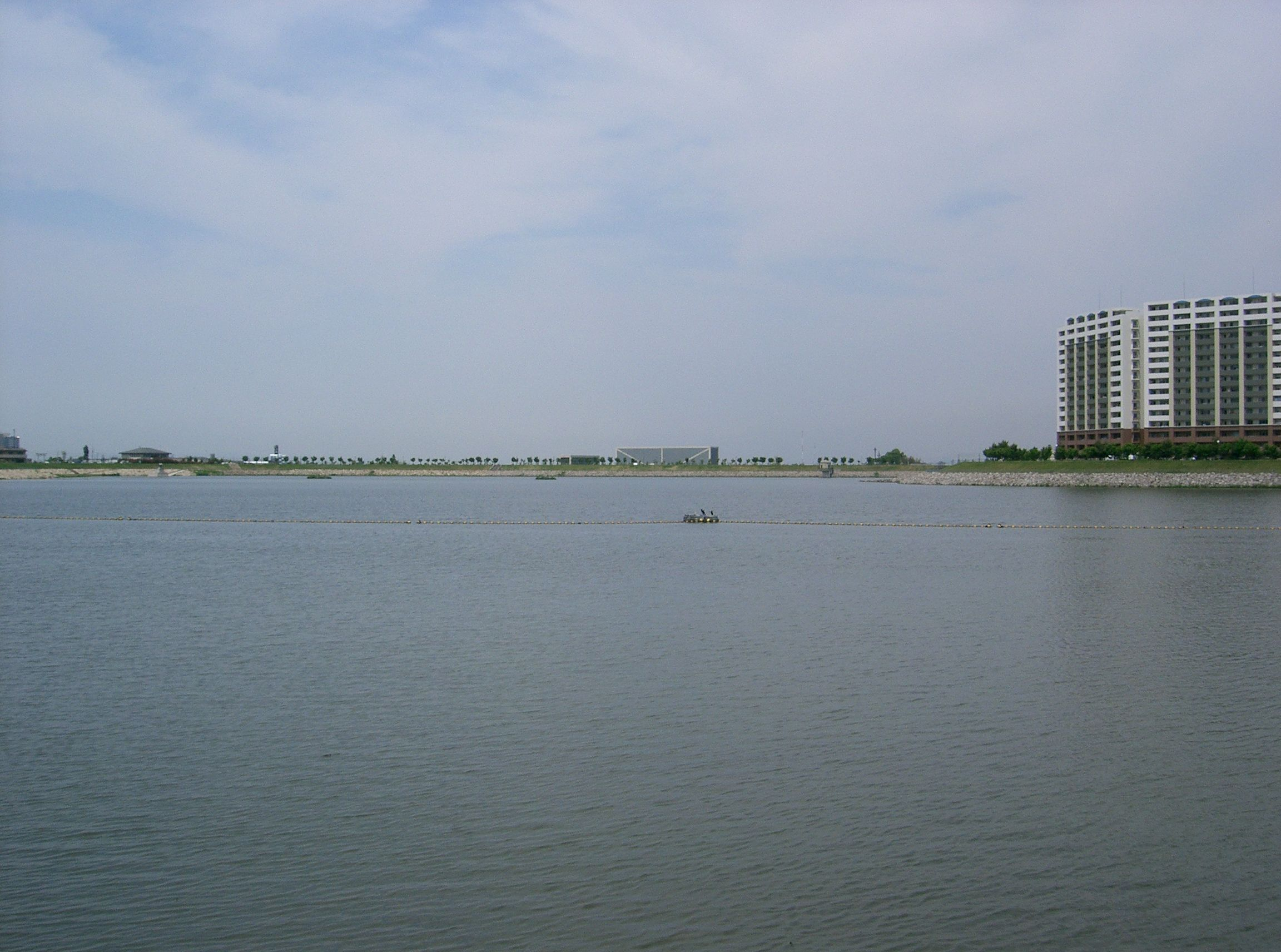
狭山池
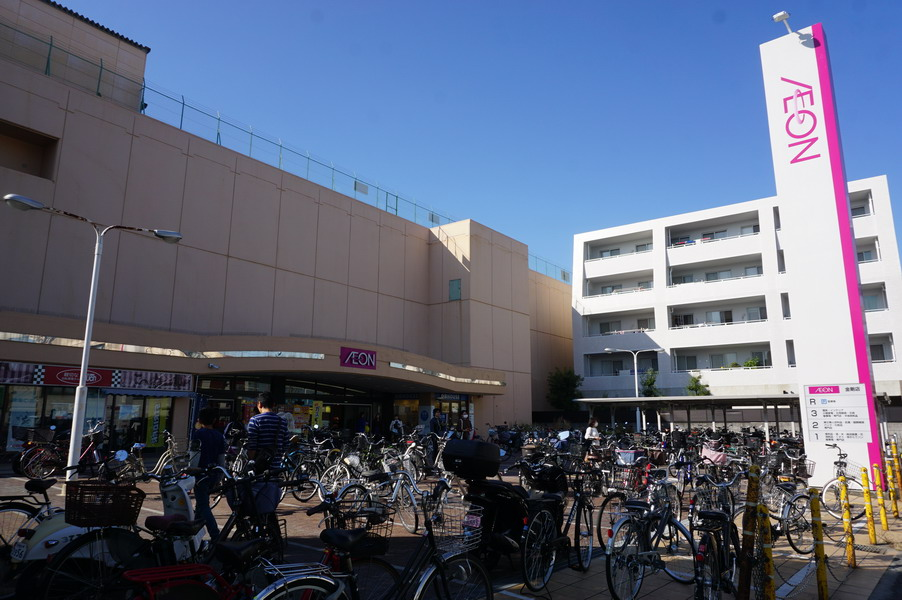
イオン金剛店(2023年5月14日時点で建て替え工事中)

## バス路線
かつては駅東口のみに南海バスのターミナルがあったが、近年整備され、2003年3月に西口にもターミナルが完成（それまでは、現在西口発着のバスも東口で発着）。東口は金剛団地・金剛東団地方面、西口は泉北コミュニティバスを中心とした、泉北線泉ケ丘駅方面への路線が発着している。停留所名は「金剛駅前」。
一般路線は200番台の系統が泉北営業所担当、400番台の系統（PL病院線のみ）が河内長野営業所担当。
また、西口からは関西国際空港行きのリムジンバス「Sorae」も運行している（光明池営業所担当、西口5番のりば発）。さらに、大阪駅・難波駅からの深夜急行バス（南海深夜急行バス）が東口に乗り入れている。
| のりば | のりば | 路線名             | 系統・行先                       | 備考                                                            |
| ------ | ------ | ------------------ | -------------------------------- | --------------------------------------------------------------- |
| 東口   | 1      | 金剛東団地線       | 257系統：向陽・藤沢台回り        | 朝の便は前乗り運賃先払い方式                                    |
| 東口   | 2      | 金剛東団地線       | 258系統：津々山・小金台回り      | 朝の便は前乗り運賃先払い方式。高辺台小学校前経由                |
| 東口   | 2      | 金剛東団地線       | 258C系統：小金台二丁目東         | 平日最終便のみ                                                  |
| 東口   | 2      | 金剛東団地線       | 259系統：津々山・小金台回り      | 平日朝のみ運行、1本を除き前乗り運賃先払い方式。高辺台三丁目経由 |
| 東口   | 3      | 金剛団地線         | 260系統：寺池・高辺台回り        | 朝の便は前乗り運賃先払い方式                                    |
| 東口   | 3      | PL病院線           | 461系統：PL病院                  | 本数わずか、日曜・祝日運休。寺池台経由                          |
| 東口   | 3      | PL病院線           | 462系統：PL病院                  | 本数わずか、日曜・祝日運休。津々山・小金台経由                  |
| 西口   | 4      | 狭山ニュータウン線 | 250系統：泉ヶ丘駅                | 狭山ニュータウンセンター経由                                    |
| 西口   | 4      | 狭山ニュータウン線 | 251C系統：狭山ニュータウン右回り | 最終便のみ                                                      |
| 西口   | 4      | 狭山ニュータウン線 | 252系統：狭山ニュータウン右回り  | 平日朝4本のみ運行。復路で急行となる                             |
| 西口   | 5      | 泉北泉ヶ丘地区線   | 222系統：泉ヶ丘駅                | 帝塚山学院泉ヶ丘校前経由                                        |

### その他
駅南側踏切付近に大阪狭山市循環バスの停留所がある（運行は南海バス泉北営業所担当）。また、金剛駅から東側に少し離れたところに富田林市のコミュニティバス「レインボーバス西回り」の「金剛連絡所」停留所が存在し、近鉄長野線富田林駅へのバスが発着している。
桃山学院大学、桃山学院教育大学、帝塚山学院大学、大阪大谷大学、清風南海中学校・高等学校、上宮太子高等学校等への直通通学バスが発着している。

## 駅名について
森正人 (2005) 『四国遍路の近現代』によると、「金剛」は真言宗、密教の重要な語句から来ている。四国遍路の最重要語句は「南無大師遍照金剛」であり、金剛駅という駅名は四国遍路とのつながりを示している。
1935年に開業50周年を迎えた南海鉄道（南海電鉄の前身）は、記念事業の一環として「四国八十八ヶ所霊場出開帳」を企画した。全札所寺院の本尊の分身仏像を作成し、住職総出の開眼法要を大阪で行い、分身仏像を安置した会場を参拝すれば四国遍路と同じ価値があるとするものだった。
泉北郡大津町大字助松（現・泉大津市助松町）の海岸と南河内郡川西村大字加太（現・富田林市寺池台）の寺ヶ池北畔が会場候補地となった。前者は会場と最寄駅となる遠州園と助松駅（現・松ノ浜駅）が既にあったが、後者は金剛園と金剛駅が新設されることとなった。
遠州園に第1番から第39番札所（徳島県・高知県）、金剛園に第40番から第88番札所（愛媛県・香川県）の分身仏像が安置され、1937年5月5日から6月16日までの43日間にわたって「四国八十八ヶ所霊場出開帳」が開催された。両会場とも約20万人の参拝者があったとされる。
なお、駅所在地の金剛という町名は1968年に新設された町名である。

## 隣の駅
南海電気鉄道
 高野線
- ■特急「こうや」「りんかん」停車駅

■快速急行・■急行
北野田駅 (NK63) - 金剛駅 (NK66) - 河内長野駅 (NK69)
■区間急行・■準急・■各停
大阪狭山市駅 (NK65) - 金剛駅 (NK66) - 滝谷駅 (NK67)

### 記事本文

### 利用状況
1. ↑  ハンドブック南海 - 南海電鉄
2. ↑  大阪府統計年鑑 - 大阪府

#### 大阪府統計年鑑
1. ↑  大阪府統計年鑑（平成3年） (PDF)
2. ↑  大阪府統計年鑑（平成4年） (PDF)
3. ↑  大阪府統計年鑑（平成5年） (PDF)
4. ↑  大阪府統計年鑑（平成6年） (PDF)
5. ↑  大阪府統計年鑑（平成7年） (PDF)
6. ↑  大阪府統計年鑑（平成8年） (PDF)
7. ↑  大阪府統計年鑑（平成9年） (PDF)
8. ↑  大阪府統計年鑑（平成10年） (PDF)
9. ↑  大阪府統計年鑑（平成11年） (PDF)
10. ↑  大阪府統計年鑑（平成12年） (PDF)
11. ↑  大阪府統計年鑑（平成13年） (PDF)
12. ↑  大阪府統計年鑑（平成14年） (PDF)
13. ↑  大阪府統計年鑑（平成15年） (PDF)
14. ↑  大阪府統計年鑑（平成16年） (PDF)
15. ↑  大阪府統計年鑑（平成17年） (PDF)
16. ↑  大阪府統計年鑑（平成18年） (PDF)
17. ↑  大阪府統計年鑑（平成19年） (PDF)
18. ↑  大阪府統計年鑑（平成20年） (PDF)
19. ↑  大阪府統計年鑑（平成21年） (PDF)
20. ↑  大阪府統計年鑑（平成22年） (PDF)
21. ↑  大阪府統計年鑑（平成23年） (PDF)
22. ↑  大阪府統計年鑑（平成24年） (PDF)
23. ↑  大阪府統計年鑑（平成25年） (PDF)
24. ↑  大阪府統計年鑑（平成26年） (PDF)
25. ↑  大阪府統計年鑑（平成27年） (PDF)
26. ↑  大阪府統計年鑑（平成28年） (PDF)
27. ↑  大阪府統計年鑑（平成29年） (PDF)
28. ↑  大阪府統計年鑑（平成30年） (PDF)
29. ↑  大阪府統計年鑑（令和元年） (PDF)
30. ↑  大阪府統計年鑑（令和2年） (PDF)
31. ↑  大阪府統計年鑑（令和3年） (PDF)
32. ↑  大阪府統計年鑑（令和4年） (PDF)
33. ↑  大阪府統計年鑑（令和5年） (PDF)

#### ハンドブック南海
1. 1 2 3  ハンドブック南海2016 鉄道事業 (PDF)
2. ↑  ハンドブック南海2017 (PDF)
3. ↑  ハンドブック南海2018 (PDF)
4. ↑  ハンドブック南海2019 (PDF)
5. ↑  ハンドブック南海2020 (PDF)
6. ↑  ハンドブック南海2021 (PDF)
7. ↑  ハンドブック南海2022 (PDF)
8. ↑  ハンドブック南海2023 (PDF)
9. ↑  ハンドブック南海2024 (PDF)